# Teinobasis gracillima
Teinobasis gracillima là một loài chuồn chuồn kim trong họ Coenagrionidae.
Teinobasis gracillima được miêu tả khoa học năm 1926 bởi Fraser.